# Mina El Soldado
La mina El Soldado, es un yacimiento de cobre a cielo abierto. Está ubicada en la comuna de Nogales, en la cordillera del Melón, entre los 120 y 130 kilómetros del norte de Santiago.
La mina es administrada desde el año 2002 por la transnacional Anglo American, cuya filial chilena se circunscribe en la división Anglo American Sur.
Hasta el 2023, la explotación del mineral de cobre fue  de 39.500 toneladas, entre cátodos de alta pureza y cobre contenido en concentrado.

## Historia
El yacimiento minero El Soldado data del siglo XIX. Desde 1958 hasta 1989 solo fue explotada de manera subterránea, posteriormente a esos años se da inicio a la modalidad de cielo abierto, para ese momento estuvo administrada por la Compañía Minera Disputada de Las Condes; desde el 2002, pasó a manos de la transnacional Anglo American Sur S.A.

### La tragedia de El Melón
En marzo de 1965 un movimiento sísmico de 7,4 grados, en la escala de Richter, con epicentro en La Ligua, al norte de Santiago donde se encuentra ubicado el sector El Melón, tuvo lugar uno de los desastres mineros en la historia de Chile. Producto de ese terremoto, dos tranques de relaves colapsaron arrastrando consigo la vida de más de 200 personas. Los desechos industriales tóxicos provenían de la mina El Soldado. 
Este hecho marcó un precedente en cuanto a las medidas de seguridad que requería la mina para la explotación del cobre; además de la creación de infraestructuras que eviten se repitan la tragedia sucedida en 1965.

### El relave El Torito
El tranque de relaves El Torito, es una infraestructura que opera desde 1993 y fue creada para almacenar material estéril resultante de la explotación de la mina El Soldado. Se consideró como un proyecto para brindar seguridad a los pobladores del sector de El Melón, además de aminorar el impacto ambiental producto de la explotación minera. No obstante, el relaves se ha convertido en un peligro, pues supera su capacidad de almacenamiento de sustancias tóxicas, por lo que se puede repetir el desastre de 1965 a una escala mayor.
Para 1993, el relave El Torito tenía permiso para almacenar 61,5 millones de toneladas de relaves, pero para 2002 Sernageomin autorizó su primera ampliación de almacenamiento, la cual llegó a 76 millones de toneladas; para 2004, mediante una evaluación de impacto ambiental se autorizó su segunda ampliación a 181 millones de toneladas y en el 2019, se autorizó una tercera ampliación a 235 millones de toneladas de desechos tóxicos, mediante un nuevo estudio de impacto ambiental, que durará hasta el año 2027.
Producto del incremento de almacenamiento de sustancias tóxicas en el tranque de relaves El Torito, poniendo nuevamente en peligro a la comunidad de El Melón, un grupo de vecinos denunciaron y pusieron 44 recursos de reclamación ante el Comité de Ministros, donde se pedía que se evaluaran ciertas irregularidades en los permisos, el impacto ambiental y la seguridad de las personas que vivían en los alrededores de la Mina El Soldado.